# Angiolino Piscaglia
Angiolino Piscaglia, né le 11 octobre 1932 à Novafeltria (Émilie-Romagne), est un coureur cycliste italien, professionnel de 1957 à 1961. 

## Palmarès
- 1956
  - Coppa Giacomo Silvio Guelpa
- 1957
  - 4e de Milan-Mantoue
- 1959
  - 8e de la Coppa Sabatini
  - 8e de la Tour de la province de Reggio de Calabre
- 1960
  - 10e du Tour de Sicile
- 1961
  - 8e du Milan-Vignola

## Résultats sur les grands tours

### Tour d'Italie
5 participations
- 1957 : 79e
- 1958 : 62e
- 1959 : 66e
- 1960 : 85e
- 1961 : abandon

### Tour d'Espagne
- 1958 : abandon